# BBC iPlayer
BBC iPlayer, algemeen bekend als iPlayer, is een online streamingdienst  en video on demand-platform van de BBC. De dienst omvat de televisieprogramma's en documentaires van de BBC. De dienst is zonder kosten toegankelijk voor alle Britten die het kijkgeld betalen.
BBC iPlayer werd ontwikkeld door de BBC om haar voormalige internetplatform uit te breiden met volledige afleveringen van series en televisieprogramma's. De internetdienst  was aanvankelijk gratis beschikbaar in Groot-Brittannië. Het werd gelanceerd op 25 december 2007 en bevat sinds 2011 links naar programma's van zenders die concurreren met de BBC: ITV, ITV2, ITV3, ITV4, Channel 4, E4, More4, Film4, Channel 5, 5*, 5USA en S4C, waarbij gebruikers worden verwezen naar de respectievelijke platforms van de omroepen, zoals ITV Player, 4oD of Demand 5.
Sinds 1 september 2016 is voor het gebruik van iPlayer een licentie van 150 Britse pond per jaar vereist. Om te controleren of dit ook daadwerkelijk wordt betaalt, laat de BBC busjes met Wi-Fi-ontvangstapparatuur door het hele Verenigd Koninkrijk circuleren, die particuliere netwerken inspecteren en datapakketten analyseren.